# 원시주의
원시주의(primitivism)란 원시 시대의 예술 정신과 표현 양식을 이해하고 그것을 현대 예술에 접목하려는 예술 운동을 말한다.

## 원시주의 음악
19세기 말의 극도의 문화적 난숙이 이루어진 가운데 굴절이 심하고 복잡한 정신생활에 대한 권태에서 원시의 생명에 동경하여 사람들은 단순한 리듬과 루오나 고갱의 그림에서 볼 수 있는 원색적인 음향에 신선감을 느꼈다. 또한 원시주의는 19세기의 민족주의 음악이 지녔던 에그조티즘의 발전이기도 했다. 원시주의의 정점에 선 스트라빈스키의 몇몇 발레곡은 후기 낭만파풍의 대편성 관현악을 쓰면서 드뷔시의 인상주의적 화성법을 계기로 전통적 기능화성을 떠나 민요나 민족무용이 지니는 원시적 에너지를 발산시키고 있다. 이국주의마저도 지닌 넓은 의미의 원시주의는 제2차 세계대전까지의 졸리베나 메시앙에서도 볼 수 있으며 여러 가지 이국의 음악미가 들어왔다는 점에서 지금까지의 서양음악과는 이질적인 비합리성이나 크리스트교 이외의 종교를 토대로 한 음악현상이 신비주의를 낳기에 이르렀다.

## 같이 보기
- 데카당스
- 현실도피
- 민족학
- 민속 예술
- 소박파
- 오리엔탈리즘
- 아웃사이더 아트
- 앤서니 블런트
- 헨리 카웰